# Superman: Red Son (film)
Superman: Red Son è un film d'animazione direct-to-video del 2020 diretto da Sam Liu. È il 37° film appartenente al DC Universe Animated Original Movies. Il film, che ha per protagonista Superman, è basato sull'omonimo albo del 2003 di Mark Millar.

## Trama
Unione Sovietica, 1946. Un ragazzino viene inseguito da una banda di bulli, ma viene salvato dalla sua coetanea Svetlana che li fa fuggire. Il ragazzino le rivela che stava scappando non per la sua incolumità, ma per quella dai bulli, non volendo dimostrare la sua forza sovrumana e la sua abilità nel volare. Svetlana afferma che egli può usare i suoi poteri per aiutare il paese, se solo volesse.
Passa un decennio, e nel 1955 l'Unione Sovietica pubblica un film propaganda su un superuomo alieno sotto il comando di Joseph Stalin, che gli Stati Uniti nominano "Superman Sovietico"; il presidente americano Eisenhower incarica Lex Luthor di sviluppare una contromisura. Intanto, Superman salva Metropolis dalla caduta di un satellite, e Lois Lane, qui la moglie di Luthor, lo raggiunge per intervistarlo e gli mostra un documento. Superman segue le istruzioni sul documento top secret, e raggiunge un gulag, dove lavorano moltissime persone tra uomini, donne, vecchi e bambini che vengono trattati tutti come schiavi. Tra di essi vi lavora soprattutto Svetlana, mandata qui perché conosceva la vera identità di Superman. Dopo aver visto Svetlana spirare, Superman raggiunge Stalin per chiedere spiegazioni, e il dittatore sovietico gli spiega le vere ragioni della sua visione del comunismo: a volte, perché il sistema funzioni, certa gente va mandata alla morte. Con l'amaro in gola, Superman allora uccide Stalin con la sua visione calorifica e prende il suo posto come nuovo leader dell'Unione Sovietica, giurando di usare i suoi poteri per il bene di tutti e diffondere nel mondo gli ideali del comunismo. Pone quindi fine alla guerra di Corea, demolisce il Muro di Berlino, costruito dai rivali dell'Occidente per tentare di scoraggiarlo, e si allea con la principessa amazzone Diana Prince, alias Wonder Woman, di Temiscira. Intanto, Luthor svela a tutti la sua nuova creazione: si tratta di Superior Man (la versione a stelle e strisce di Bizarro), un clone di Superman creato dalle cellule di Superman raccolte dal satellite schiantatosi e controllato a distanza da una sfera d'energia. Superior Man raggiunge Superman a Mosca, e ne segue una lotta feroce nella quale Lex potenzia più volte il suo clone, causando però un sovraccarico che alla fine lo fa sciogliere.
Si passa poi al 1967: Superman riesce a fermare un'invasione guidata dal cyborg alieno Brainiac, ma non a impedire che l'alieno rimpicciolisca Stalingrado; in compenso, lo riprogramma rendendolo suo consigliere, e usa la sua tecnologia per migliorare i paesi del Patto di Varsavia e lobotomizzare i dissidenti. In seguito, Superman affronta una forza di terroristi guidati da Batman, il ragazzino visto nel gulag divenuto uomo, che lo affronta perché lo considera responsabile della morte dei suoi genitori. Batman rapisce Wonder Woman, la lega con il Lazzo della Verità e la usa come esca per attirare Superman in una trappola, nella quale usa lampade che simulano il sole rosso di Krypton per neutralizzare i poteri di Superman. Batman sconfigge Superman, ma all'ultimo momento Wonder Woman, pur sacrificando i suoi poteri, si libera dal lazzo e distrugge l'alimentazione della lampada; rinvigorito, Superman ribalta la situazione e sconfigge Batman, ma questi si fa esplodere per non finire suo prigioniero e farsi lobotomizzare. Senza più poteri e disillusa dalla brutalità dell'uomo, Diana se ne va, lasciando Superman da solo.
Intanto, Luthor è diventato presidente degli Stati Uniti e la sua ascesa ha raggiunto livelli tali da minacciare il dominio sovietico. Dopo aver trovato la nave e il corpo di Abin Sur, sul quale è presente un anello verde, Luthor incarica il colonnello Hal Jordan di scoprire l'immenso potere dell'anello, che lo porterà alla formazione del Corpo delle Lanterne Verdi. Nel 1983, Jordan attacca Superman, il quale però si fa strada tra le Lanterne Verdi e raggiunge la Casa Bianca a Washington; vi trova però soltanto Lois, che tiene in mano la città di Stalingrado in una bottiglia. Superman afferma di aver tentato per anni di invertire il rimpicciolimento della città, ma Brainiac rivela di possedere quella tecnologia fin dall'inizio; aveva solo scelto di non dirlo, e Superman non gli aveva mai chiesto di invertire quel processo. Superman comprende allora di essere l'ennesimo despota alieno venuto a conquistare la Terra, come Brainiac, e ordina a quest'ultimo la ritirata generale, ma questi distrugge la città rimpicciolita e gli rivela di aver sempre finto di essere sotto i suoi comandi, per poi poter alla fine ucciderlo e prendere il controllo del mondo. Superman combatte dunque contro Brainiac, venendo poi assistito da Luthor, spinto dalla voglia di proteggere il suo paese: i due riescono a sconfiggerlo, ma il sistema di autodistruzione della sua nave si attiva e, per evitare che l'esplosione distrugga la città, Superman porta ciò che resta del "corpo" di Brainiac nello spazio, e apparentemente muore con lui.
Alla cerimonia funebre di fronte al Campidoglio, Luthor annuncia di cedere la sua presidenza al Vice-Presidente James Olsen, per trascorrere più tempo con la moglie Lois. Quest'ultima riesce però a intravedere Superman, ancora vivo, prima che questi sparisca tra la folla, nella quale si è mescolato col nome di Clark Kent.

## Distribuzione
Il film è uscito in formato digitale il 25 febbraio 2020, e poi in Blu-ray il 17 marzo dello stesso anno.

## Accoglienza
Negli Stati Uniti, il film ha venduto un totale di $601,592 dalla versione DVD e $1,411,992 da quella Blu-ray, per un totale di $2,013,584.
Superman: Red Son ha ricevuto un'accoglienza positiva. A luglio 2020, l'88% delle 16 recensioni presenti su Rotten Tomatoes sono positive, con un punteggio medio di 7.57 su 10.